# Weihwasserbecken (Montagny-Sainte-Félicité)

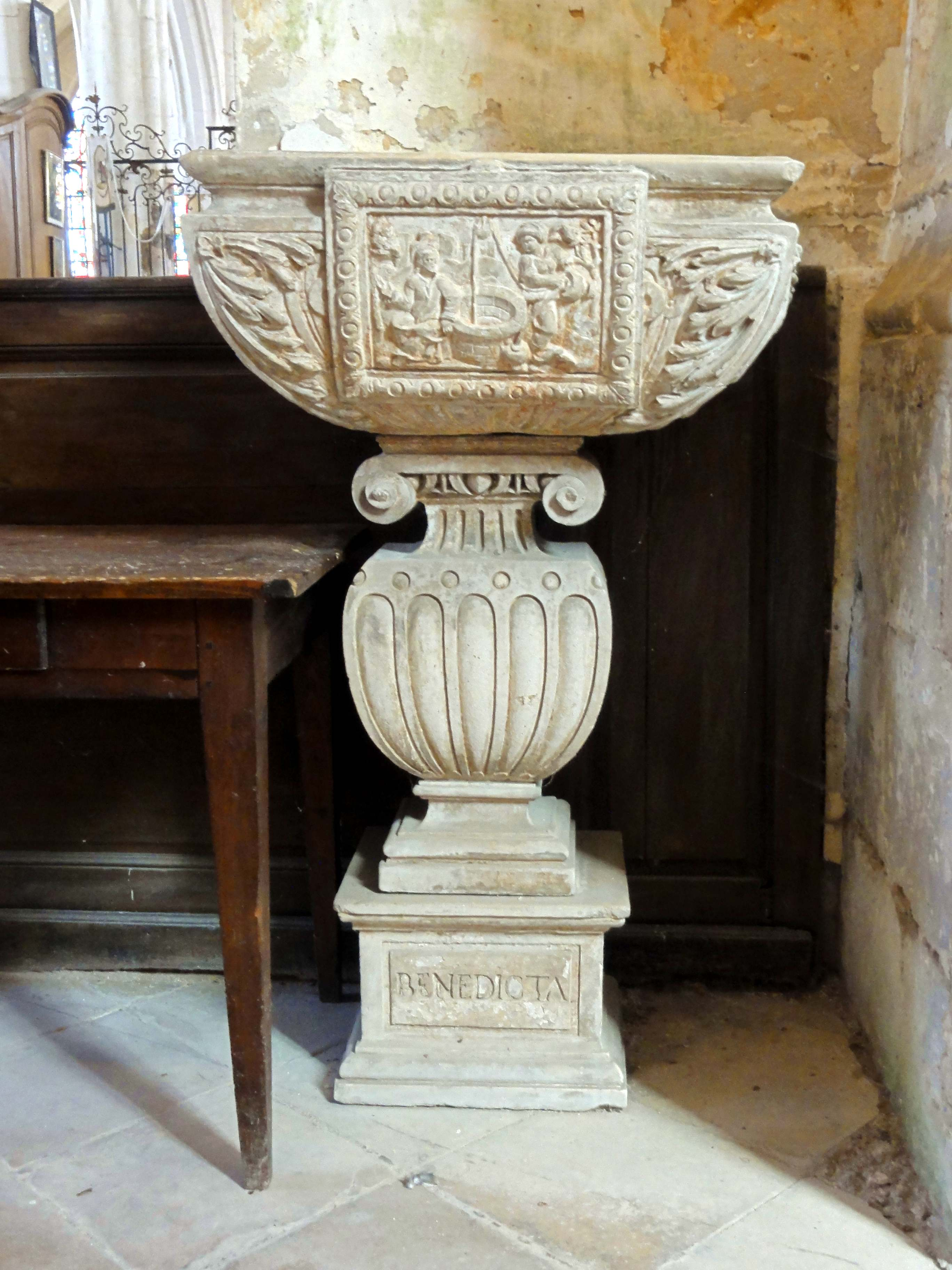
Weihwasserbecken in Montagny-Sainte-Félicité

Das Weihwasserbecken in der Kirche Ste-Félicité in Montagny-Sainte-Félicité, einer französischen Gemeinde im Département Oise in der Region Hauts-de-France, wurde 1572 von einer unbekannten Werkstatt geschaffen.
Im Jahr 1862 wurde das Weihwasserbecken im Stil der Renaissance als Monument historique in die Liste der geschützten Objekte (Base Palissy) in Frankreich aufgenommen.
Das 1,13 Meter hohe Weihwasserbecken aus Kalkstein mit einem rechteckigen Sockel und einem godronierten Schaft, der ein ionisches Kapitell besitzt, ist an allen Seiten des Beckens mit Reliefs geschmückt. Ein einer Seite ist die Samariterin am Brunnen dargestellt.  
Die Inschrift auf den Seiten des Sockels lautet: „aqua benedicta M VC LXXII“ (geweihtes Wasser 1572).